# Ancistrorhynchus serratus
Ancistrorhynchus serratus är en orkidéart som beskrevs av Victor Samuel Summerhayes. Ancistrorhynchus serratus ingår i släktet Ancistrorhynchus och familjen orkidéer. Inga underarter finns listade i Catalogue of Life.